# Berececa
Berececa es un despoblado que actualmente forma parte del concejo de Vicuña, que está situado en el municipio de San Millán, en la provincia de Álava, País Vasco (España).

## Historia
Despoblado desde muy antiguo, sus tierras eran comuneras de los concejos de Eguílaz, Vicuña y San Román de San Millán, pasando a depender de Eguílaz y posteriormente de Vicuña.
Actualmente sus tierras son conocidas con el topónimo de Berezeka.